# Bourne (série de filmes)
Bourne é uma série de filmes alemã-americana de ação, espionagem e suspense. É baseada no personagem literário Jason Bourne, interpretado nas adaptações por Matt Damon. Bourne é homem que sofre de perda de memória extrema e que precisa descobrir quem ele é..
No quarto filme, The Bourne Legacy, é apresentado um novo personagem principal, Aaron Cross (Jeremy Renner), um agente do Departamento de Defesa lutando pela própria vida devido às ações de Bourne em o Ultimatum.

## Filmes
| Filme    | Data de lançamento   | Diretor(es)     | Roteirista(s)                              | História(s)                         | Produtor(es)                                                                                |
| -------- | -------------------- | --------------- | ------------------------------------------ | ----------------------------------- | ------------------------------------------------------------------------------------------- |
| Bourne 1 | 14 de junho de 2002  | Doug Liman      | Tony Gilroy e William Blake Herron         | Tony Gilroy e William Blake Herron  | Doug Liman, Patrick Crowley e Richard N. Gladstein                                          |
| Bourne 2 | 23 de julho de 2004  | Paul Greengrass | Tony Gilroy                                | Tony Gilroy                         | Frank Marshall, Patrick Crowley e Paul L. Sandberg                                          |
| Bourne 3 | 03 de agosto de 2007 | Paul Greengrass | Tony Gilroy, George Nolfi e Scott Z. Burns | Tony Gilroy                         | Frank Marshall, Patrick Crowley e Paul L. Sandberg                                          |
| Bourne 4 | 10 de agosto de 2012 | Tony Gilroy     | Dan Gilroy e Tony Gilroy                   | Tony Gilroy                         | Ben Smith, Frank Marshall, Patrick Crowley e Jeffrey M. Weiner                              |
| Bourne 5 | 29 de julho de 2016  | Paul Greengrass | Paul Greengrass e Christopher Rouse        | Paul Greengrass e Christopher Rouse | Ben Smith, Matt Damon, Frank Marshall, Paul Greengrass, Gregory Goodman e Jeffrey M. Weiner |